# Platyptilia pseudofulva
Platyptilia pseudofulva là một loài bướm đêm thuộc họ Pterophoridae. Loài này có ở Madagascar.